# 686. grenadirski polk (Wehrmacht)
686. grenadirski polk (izvirno nemško 686. Grenadier-Regiment; kratica 686. GR) je bil pehotni polk Heera v času druge svetovne vojne.

## Zgodovina
Polk je bil ustanovljen 15. oktobra 1942 in dodeljen 336. pehotni diviziji. Uničen je bil maja 1944 med bitko za Sevastopol.